# Dryptodon unicolor
Dryptodon unicolor là một loài Rêu trong họ Grimmiaceae. Loài này được (Hook.) Hartm. mô tả khoa học đầu tiên năm 1838.